# Beata Gårdeler
Beata Maria Gårdeler, född 17 juli 1973 i Solna församling, är en svensk regissör.
Gårdeler, som är uppväxt på Alnön, studerade vid regiprogrammet på Kalix folkhögskola och arbetade sedan som regiassistent på en rad filmproduktioner, bland annat Jan Troells Så vit som en snö och Jens Jonssons Pingpongkingen. Hon regisserade sedan avsnitt av tv-serierna Lite som du och Spung på SVT innan hon långfilmsdebuterade med filmatiseringen av Lotta Thells roman I skuggan av värmen. År 2014 vann hon Stora novellfilmspriset för filmen Vännerna.

## Regi i urval
- 2003–2004 – Spung (TV-serie) (5 avsnitt)
- 2005 – Lite som du (TV-serie)
- 2009 – I skuggan av värmen
- 2012 – 30 grader i februari (TV-serie) (2 avsnitt)
- 2014 – Vännerna (novellfilm)
- 2015 – Flocken
- 2019 – Allt jag inte minns (TV-serie)